# Anson Funderburgh

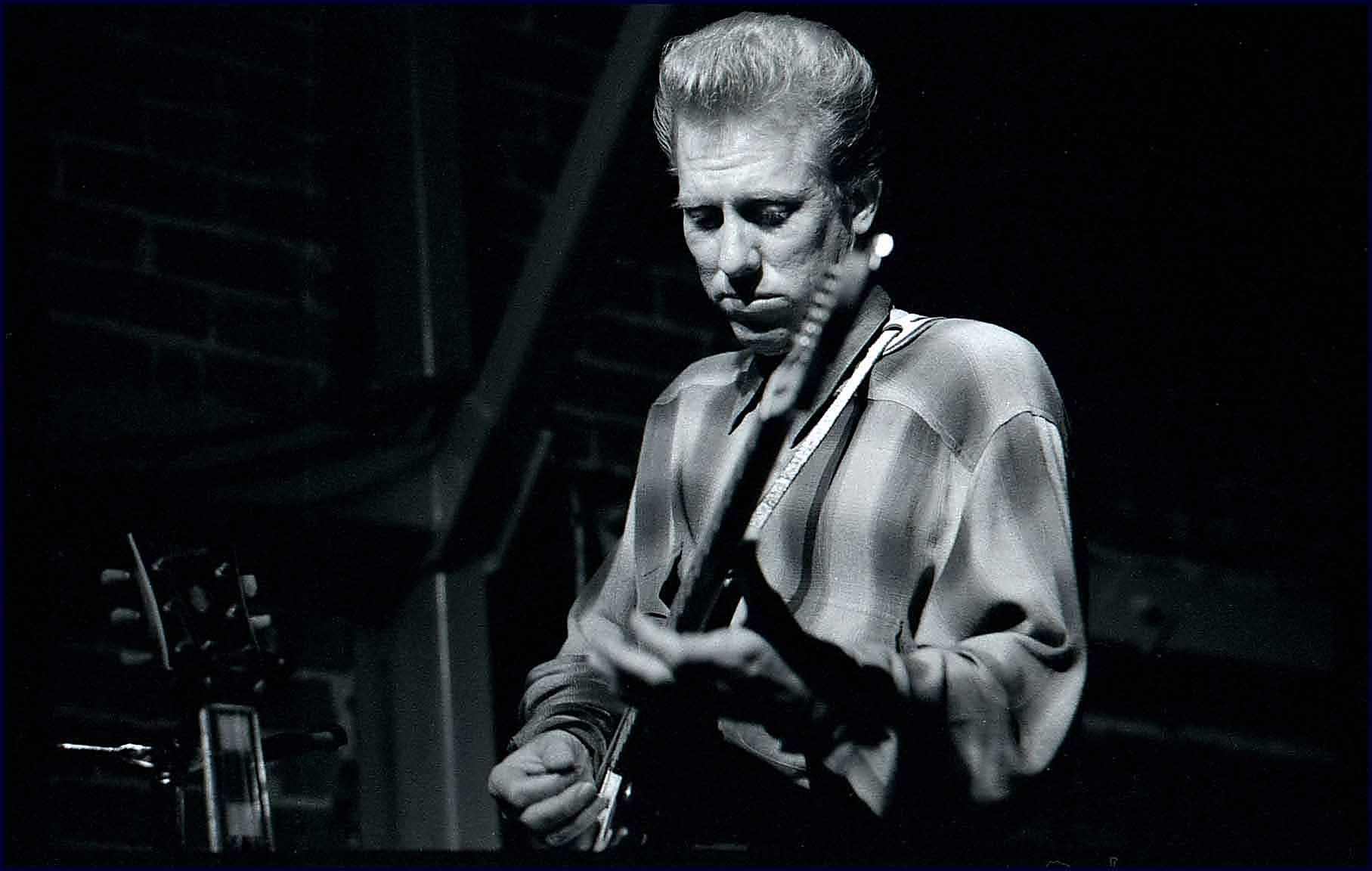
Anson Funderburgh

Anson Funderburgh (* 14. November 1954 in Plano, Texas) ist ein US-amerikanischer Blues-Gitarrist. Bekannt ist er vor allem mit seiner Band Anson Funderburgh & the Rockets.
Funderburghs Vorbilder waren Bluesgrößen wie Freddie King, Jimmy Reed und Albert Collins. Bereits früh spielte er in den Clubs von Dallas. 1978 gründete er die Rockets. Von 1986 bis zu seinem Tod 2006 war Sam Myers Sänger und Mundharmonikaspieler der Band. Durch diese Zusammenarbeit entstand eine energiereiche Mischung aus Texas Blues und Delta Blues. 1989 und 1990 spielte Mike Judge den Bass bei den Rockets.
Zwischen 2012 und 2016 tourte er weiterhin mit Charlie Baty und Mark Hummel als Golden State/Lone Star Revue, die auch zwei CDs vorlegte.

## Diskografie
- Talk to You By Hand (1981)
- My Love Is Here To Stay (1986)
- Sins (1987)
- Rack Em Up (1989)
- Tell Me What I Want to Hear (1991)
- Live At the Grand Emporium (1995)
- That's What They Want (1997)
- Change In My Pocket (1999)
- Which Way Is Texas (2003)